# Алексеев, Валерий Павлович
Вале́рий Па́влович Алексе́ев (22 августа 1929 года, Москва — 7 ноября 1991 года, там же) — советский антрополог и историк, археолог, специалист в области исторической антропологии и географии человеческих рас. Член-корреспондент АН СССР с 29 декабря 1981 года по Отделению истории (этнография), академик с 23 декабря 1987 года.

## Биография
В 1952 году окончил дальневосточный факультет Московского института востоковедения. Аспирант, затем сотрудник Института этнографии АН СССР.
В 1955 году защитил кандидатскую диссертацию «Палеоантропология Южной Сибири»; в 1966 году — докторскую диссертацию «Краниология народов Восточной Европы и Кавказа в связи с вопросами их происхождения». В 1978 году предложил выделить отдельный вид Homo rudolfensis.
Директор Института археологии АН СССР в 1988—1991 годах (утверждён в должности Президиумом академии, несмотря на избрание Г. А. Фёдорова-Давыдова коллективом института).
Супруга — антрополог, академик РАН Т. И. Алексеева. Женился в 1951 году.
Умер 7 ноября 1991 года в Москве. Похоронен в Москве на Пятницком кладбище (уч. 4)
Отделение историко-филологических наук РАН учредило премию имени В. П. Алексеева и Т. И. Алексеевой за выдающиеся научные труды в области антропологии и археологии.
Памяти В. П. Алексеева и Т. И. Алексеевой проходят «Алексеевские чтения».
Имя носит Кабинет-музей антропологии Отдела физической антропологии Института этнологии и антропологии имени Н. Н. Миклухо-Маклая РАН.

## Научная деятельность
В. П. Алексеев (совместно с А. И. Першицом) является автором учебника для вузов «История первобытного общества», который выдержал уже 6 изданий (последнее — в 2007 году).
Занимался проблемами антропогенеза, эволюционной и этнической антропологии, географии человеческих рас и палеоантропологии регионов Нового и Старого Света, взаимодействия человечества с окружающей средой. Писал работы по истории науки, методике краниологических и остеометрических исследований. Им были разработаны собственная концепция исторической антропологии, которая объединяла эволюционное и этническое направления, а также теория очагов расообразования. Организовывал и участвовал в десятках археологических экспедиций по всему миру.
Большую известность в то время получили его популяционные исследования человечества: «География человеческих рас» (1974) и «Палеоантропология земного шара и формирование человеческих рас» (1978). В 1989 году по итогам многолетних изысканий вышел труд «Историческая антропология и этногенез».

## Основные работы
В. П. Алексеев подготовил более 20 книг и 500 статей, в том числе:
- Краниометрия. Методика антропологических исследований. М.: Наука, 1964. (в соавт. с Г. Ф. Дебецем)
- Остеометрия. Методика антропологических исследований. — М.: Наука, 1966.
- Происхождение народов Восточной Европы. — М.: Наука, 1969. — 324 с.
- География человеческих рас. — М., 1974.
- Происхождение народов Кавказа. — М., 1974.
- Палеоантропология земного шара и формирование человеческих рас. Палеолит. — М., 1978.
- Историческая антропология. — М., 1979. 217 с.
- Становление человечества — М.: Политиздат, — 1984. — 462 с., ил. (переизд. 1994)
- Человек: эволюция и таксономия, 1985
- Этногенез — М.: Высш. шк., 1986. — 176 с.
- The Origin of the Human Race, Progress Publishers (1986), ISBN 978-0-8285-3325-6.
- Историческая антропология и этногенез. — М., Наука, 1989. — 446 с.
- История первобытного общества. Учебник для вузов по специальности «История». — М.: Высшая школа, 1990. — 351 с.: ил. (в совт. с А. И. Першицем)
- Очерки экологии человека. — М., 1993.

Статьи
- Хакасы, енисейские киргизы, киргизы (сравнительно-краниологический очерк) // Труды Киргизской археолого-этнографической экспедиции. — М., 1956. — Т. I. — С. 114—115
- Краниология хакасов в связи с вопросами их происхождения // Труды Киргизской комплексной археолого-этнографической экспедиции. 1960. — Т. 4. — С. 269—364.
- Палеоантропология Алтае-Саянского нагорья эпохи неолита и бронзы // Труды Института этнографии им. Н. Н. Миклухо-Маклая, новая серия, Т. LXXI, Антропологический сборник III. — М.: Изд-во АН СССР, — 1961. — С. 107—206.
- Происхождение хакасского народа в свете данных антропологии // Материалы исследований по археологии, этнографии и истории Красноярского края. Красноярск: Кн. изд-во, 1963. С. 135—164.
- О рецидивах расизма в антропологии // Советская этнография. — 1963. — № 4. — С. 16—27.
- Антропологические данные и проблемы происхождения шорцев // Ученые записки ХакНИИЯЛИ. — Абакан, 1965. — Вып. XI. — С.86—100.
- Расы человека в современной науке // Вопросы истории. — 1967. — № 7. — С. 71—86.
- К обоснованию популяционной концепции расы, 1968
- Сибирь как очаг расообразования // Проблемы исторической этнографии и антропологии Азии. — М.: Наука, 1968.
- Очерк происхождения тюркоязычных народов Восточной Европы в свете данных антропологии // Вопросы этногенеза тюркоязычных народов Среднего Поволжья. — Казань, — 1971. — С. 232—271.
- К средневековой палеоантропологии Кузнецкой котловины // Изв. лаб. археологических исследований. — Кемерово: Изд-во Кемеров. ун-та, — 1974. — Вып. 5. — С. 112—118.